# Pákistánská rupie
Pákistánská rupie je zákonným platidlem asijského státu Pákistán. Název rupie má pákistánská měna společný s několika dalšími měnami států v oblasti Jižní Asie. ISO 4217 kód rupie je PKR. Jedna setina rupie se nazývá pais.
Pákistán býval součástí Britské Indie, a tak se na území dnešního Pákistánu používala indická rupie. Pákistán se stal nezávislým státem 14. srpna 1947. Pákistánská rupie se jako nová a jediná měna Pákistánu do oběhu dostala 1. dubna 1948, kdy nahradila dosud používanou indickou rupii.
Z pákistánské rupie byla v roce 1972 odvozena nově vzniklá bangladéšská taka.

## Mince a bankovky
- Mince v oběhu mají hodnoty 1, 2 a 5 rupií. Do roku 1996 se razily i mince v hodnotách menších než 1 rupie, ale pro jejich nízkou hodnotu byly staženy z oběhu.
- Bankovky jsou tisknuty v nominálních hodnotách 10, 20, 50, 100, 500, 1000 a 5000 rupií.